# 요하나 테르 스테이허
요하나 테르 스테이허(Johanna ter Steege, 1961년 5월 10일 ~ )는 네덜란드의 배우이다.

## 출연 작품
- 왓 더즌트 킬 어스 (2018)
- 원 라이프 이즈 낫 이너프 (2016)
- 투 라이프 (2014)
- 쿨한 아이는 울지 않아 (2012)
- 릴렛 네버 해펀드 (2012)
- 앤 댄 원 데이 (2011)
- 이스탄불 (2011)
- 불안(프랑스어판) (2009)
- 라스트 컨버세이션 (2009)
- 매직 파리 (2007)
- 썸원 엘스 해피니스 (2005)
- 건지 (2005)
- 고요의 바다(영어판) (2003)
- 렘브란트 (1999)
- 파라다이스 로드 (1997)
- 유령의 가슴 (1996)
- 불멸의 연인 (1994)
- 사랑의 탄생 (1993)
- 비너스 (1991)
- 엠마와 부베의 사랑 (1991)
- 더 이상 기타 소리를 들을 수 없어 (1990)
- 빈센트 (1990)
- 베니싱 (1988)